# Магистр богословия
Маги́стр богосло́вия (англ. Master of Divinity, M.Div.) или маги́стр теоло́гии (англ. Master of Theology, M.Th.) — академическая степень магистра, присуждаемая в университетах, духовных академиях и семинариях.

## Германия
В Германии в силу исторических особенностей получение степени магистра искусств завершается получением степени магистра теологии по евангелическому или католическому богословию.

## Россия
До реформ начала XIX века институализированной богословской науки в России не было. В Российской империи в 1814 году в связи с реформой духовных школ были согласованы уставы всех духовных академий в части присвоения учёных степеней. В результате по единым правилам стали присуждаться учёные степени «кандидат богословия», «магистр богословия» и «доктор богословия». Степени кандидата и магистра богословия присваивались выпускникам академий по результатам учёбы, и только степень доктора богословия присуждалась по итогам защиты диссертации.
В современной России степень магистра богословия в соответствии с Болонским процессом встроена в духовное образование в РПЦ, где занимает второй уровень в виде двухгодичной программы в духовных академиях, итогом которой становится написание магистерской диссертации на соискание степени «Магистр богословия».

## Северная Америка
В Северной Америке степень магистра/мастера теологии (англ. Master of Theology; Th.M., M.Th.) по определению Ассоциации теологических школ США и Канады является подтверждением образовательного минимума, необходимого для преподавания теологических дисциплин в аккредитованных учебных заведениях. Обычно она присуждается после получения степеней мастера/магистра богословия (англ. Master of Divinity (M.Div.)) или магистра гумантарных по теологии (англ. Master of Arts in Theology; M.A.Th.), как и подтверждение трёхлетнего обучения. Эта степень означает одно- или двухгодичную специализацию по богословским исследованиям. Её получению может предшествовать сдача экзаменов или защита магистерской диссертации.